# Reino de Baguirmi

Región del lago Chad hacia 1890, Baguirmi en rosa.

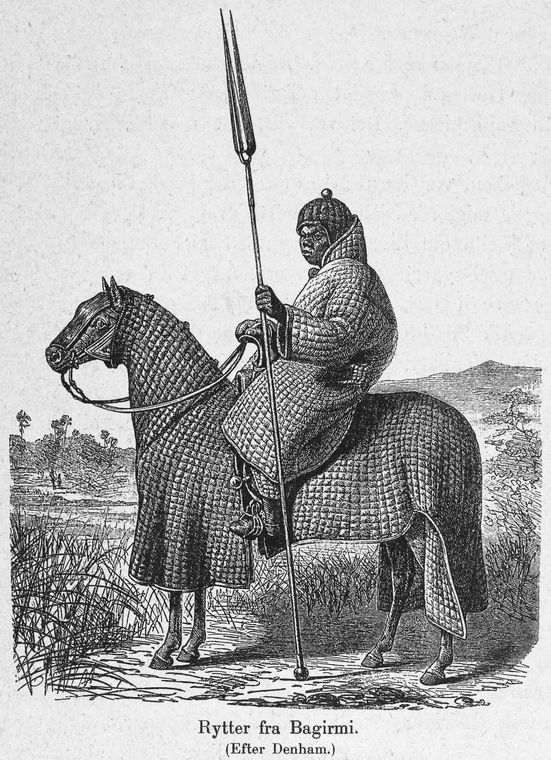
Un caballero baguirmi por Dixon Denham, 1823

El reino o califato de Bagirmi (también escrito Baghirmi o Baguirmi), se constituyó en un estado belicoso y esclavista bajo permanente presión de sus  vecinos, los imperios Uadai y Bornu fundado en el siglo XVI. Ocupó territorios de los actuales estados de Chad, Sudán y Nigeria. De sus centros urbanos y rurales surgió una población multiétnica en la que cohabitaban árabes, bereberes y subsaharianos y de la que es heredero el complejo de pueblos barma. Su territorio comenzaba al sur del lago Chad, seguía por el tramo bajo del río Chari, pasaba por Yamena hasta los alrededores de Bousso en la actual Nigeria.
Bajo el mando del mbang (rey sol, luego sultán)  Abdullah IV (1568-1598) el reino adoptó el Islam, y finalmente convirtió su estado en un sultanato, con su capital en Massenya. A principios del siglo XVII, Baguirmi fue absorbida por Kanem-Bornu, al norte, pero obtuvo cierta independencia durante la última parte del siglo. A principios del siglo XVIII, Baguirmi se benefició del comercio de cautivos humanos. Aunque estaba bajo el control de Kanem-Bornu, Baguirmi logró mantener su poder a través de sus propios estados tributarios. A mediados de la década de 1700, el sultanato volvió a someterse  a Kanem-Bornu. A principios del siglo XIX, el reino sufrió los ataques de los pueblos tundjur del vecino reino Uadi y comenzó su gran declive.
La población de sultanato de baguirmi hablaba diversas lenguas, entre ellas el árabe, que es uno de los idiomas principales de Chad. Los bagirmi-fulani hablaban fulfulde y los barma la lengua tar barma, un idioma del Sudán central relacionado con el complejo étnico-lingüístico sara.

## Geografía

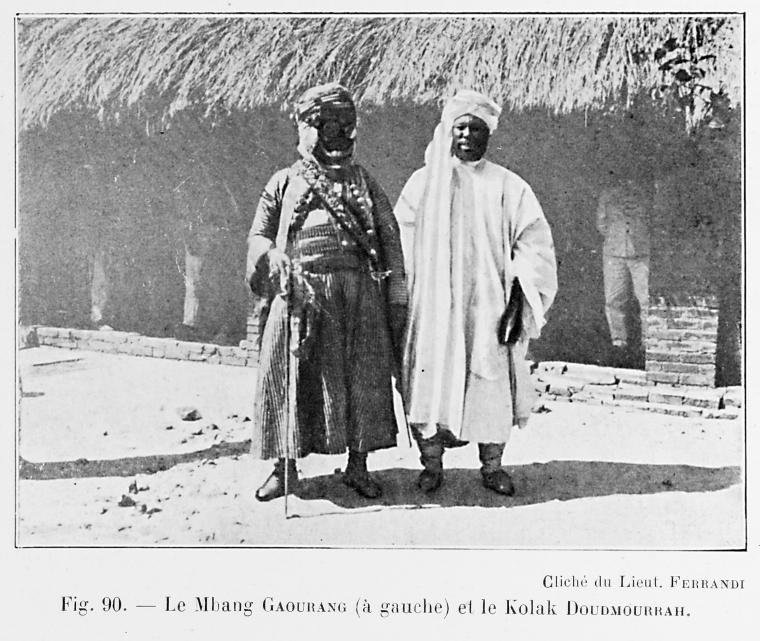
El Mbang Gaourang (izquierda) y el Kolak Doudmourrah

El núcleo territorial del reino Baguirmi estaba ubicado en la República de Chad a lo largo de los ríos Chari y Bahr Erguig, aproximadamente desde Yamena en el norte, hasta Bousso en el sur. Este núcleo territorial estaba rodeado de asentamientos bajo su dominio. En el apogeo de su poder, Baguirmi cubrió gran parte del territorio de la prefectura contemporánea de Chari-Baguirmi, controlando partes de Guéra al este y el área de Logone al oeste. El reino Baguirmi a su vez,  estaba situado entre dos reinos con los que mantuvo una constante competencia y rivalidad por el predominio estratégico en la zona, Bornu al noroeste y Uadai al noreste.

## Historia
La historia precolonial del reino de Bagirmi tiene por protagonistas a una sociedad multiétnica, un soberano con poderes absolutos (el mbang) y su corte. Se reconocen en ella cuatro períodos o procesos: formación del estado arcaico, expansión, caída-reacción y final.

### Formación

#### Estado arcaico
El período formativo (c. 1522-1608) corresponde aproximadamente al gobierno de los primeros cuatro soberanos. La tradición sugiere que Dala Birni Bessé , el primer líder, dirigió a sus seguidores desde territorios del sur, alrededor del año 1522. Algunos estudios refieren que ese grupo originario salió de territorios del pueblo kenga, en la zona de la actual población de Bitkine. La tradición relata que este grupo se  detuvo bajo un árbol de tamarindo (Tar Barma), donde había una joven lechera fulani llamada Enya. Allí se detuvieron y construyeron un asentamiento alrededor de ese árbol. Para recordar ese momento fundacional utilizaron un término que recuerda en lengua nativa tanto el árbol como la mujer fulani: “Massenya”, topónimo de la que será la capital del reino Bagirmi. En ese acto fundacional, los historiadores señalan la presencia de elementos kukaua, kinga, barma y fulani.  El nuevo estado, practicó desde sus inicios una política agresiva hacia sus vecinos. A cambio de “protección”, Dala Birni fue creando una red de pueblos vasallos o clientelares que pagaban tributo a su monarquía. Desde su fundación se sucedieron 26 sultanes en el trono, quienes durante la época colonial fueron designados como jefes de cantón, nominalmente a cargo del corazón del antiguo reino.

#### Sultanato
Nada se sabe sobre los soberanos segundo y tercero. Sólo que tomaron el título de mbang, que algunos europeos tradujeron como rey sol.  Aunque el reino original de Bagirmi no era musulmán, bajo Abdullah IV (r. c. 1568-1598) el reino adoptó el Islam, y finalmente convirtió su estado en un sultanato, con su capital en Massenya. Este cuarto soberano es recordado expandir enormemente el estado (inspirado en el poderoso reino vecino de Bornu) y crear gran parte de su estructura gubernamental. Con su muerte, tradicionalmente fijada alrededor de 1608, Bagirmi entró en una fase más ofensiva.

### Expansión
Durante casi dos siglos el sultanato Bagirmi se convirtió en un régimen poderoso y hegemónico en el centre-oeste de Sudán. Durante el reinado de Burkumanda I (1635-1665), Bagirmi dominó los territorios y poblaciones hasta las orillas del lago Chad. El sultanato organizó un ejército multiétnico con el que sometió a vasallaje y tributo a una red de poblaciones y pequeños estados que lo rodeaban. Así, al norte sometió a los pueblos del complejo étnico lisi:  medogos, bulalas, kukas y babelyias (babalias). Al oeste controló y sometió a tributo a los pueblos kotoko; al sur los sarua, los somrai, los niellim, los ndam y los bwa; y al este a los kenga y los sokoro.
Reforzaba este poder militar y económico una ruta comercial transahariana que unía el valle del Nilo con Marruecos y que pasaba por el sultanato de Baguirmi.

### Caída y reacción

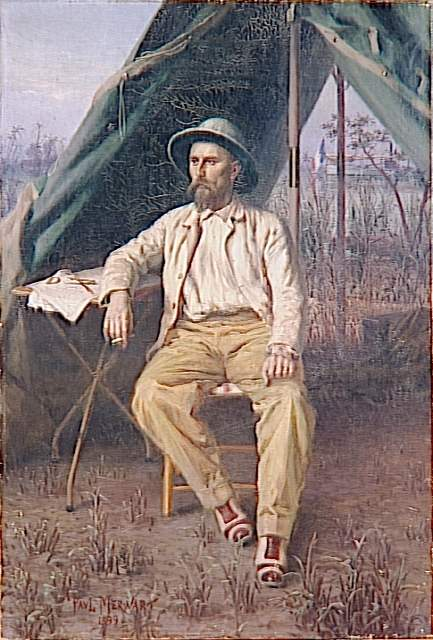
Émile Gentil diplomático francés que realizó el primer tratado con Gaourang

La ciudad de Bidiri, en Bornu (Nigeria) era un centro de aprendizaje islámico y sus comerciantes viajaban por toda la región. Atraídos por las riquezas y el poder acumulado, informaron del éxito del sultanato al vecino y poderoso reino de Bornu que  reclamó entre 1650 y 1675 la soberanía sobre Baguirmi. En respuesta, el mbang bagirmi envió partidas de asalto a Bornu. Finalmente Bagirmi fue absorbida por el imperio Kanem-Bornu, pero obtuvo cierta independencia durante la última parte del siglo. A principios del siglo XVIII, Baguirmi se benefició del comercio de seres humanos. Los cautivos eran reunidos en ejércitos de esclavos o vendidos a traficantes que los llevaban al este a los puertos del Mar Rojo. El sultanato de Barguini se especializó en satisfacer la demanda de esclavos eunucos al Imperio Otomano.  Aunque estaba bajo el control de Kanem-Bornu, Baguirmi logró mantener su poder gracias al negocio esclavista y el aporte de sus propios estados tributarios.
Más exitosa fue la pretensión de soberanía del kolak (sultán) Sabun de Uadai quien, aprovechando el declive del poder de Baguirmi a finales del siglo XVIII, lanzó una brutal ofensiva en 1805. La invasión capturó Massenya, la capital, masacró al mbang y sus parientes, y diezmó y esclavizó al pueblo. La escusa esgrimida por los agresores fue que Abder Rahman Gaurang I, decimosexto mbang del reino, había contraído matrimonio con su hermana. El incesto violaba las normas islámicas y como ofensa grave legitimaba, a ojos del invasor, la represión.
La invasión de Sabun fue el comienzo de un siglo de decadencia y desintegración. Durante el siglo XIX los ejércitos de Uadai saquearon con impunidad el califato de Baguirmi. Fue asaltado en varias ocasiones y Massenya arrasada cuando Mohamad Abou Sekin renunció al tributo de Uadaian (1858-77). Durante el reinado de Abder Rahman Guerang II (1883-1918) Baguirmi fue invadida y destruida en 1892 por las fuerzas de Rabih Fadl Allah (1845-1900), conocido como Rabih Zubayr un esclavista que había fundado un imperio propio en el centro de África.
Desesperado Guerang II solicitó la protección de Francia a través del militar francés Emile Gentil (1897). En represalia, Rabah se movió contra Massenya nuevamente y la quemó hasta los cimientos. Las fuerzas de Guerang II luego se unieron al avance de las tropas francesas y participaron en la Batalla de Kousséri, donde Rabah fue asesinado y sus ejércitos finalmente derrotados (1900). Aunque a Guerang II se le permitió recuperar su trono, sus poderes se redujeron considerablemente. Su sucesor, Muhamad, fue nombrado jefe de cantón del distrito de Massenya, el núcleo del reino.
Alentado por el pacto con los franceses, el mban de Baguirmi buscó recuperar su preeminencia perdida, montó contraofensivas contra Uadai y Bornu, pero las acciones no fueron efectivas, por el escaso o nulo apoyo recibido de los europeos; salvo en una pequeña expansión al sur de sus territorios.

### Final
A finales del siglo XIX, Francia había decidido incorporar el Sudán central a su imperio. El intervalo 1897-1912, anterior a la colonización formal por parte de Francia, originó la debacle final. Baguirmi firmó un tratado con los franceses en 1897, con la esperanza de obtener apoyo en los conflictos con Uadai. Pero al mismo tiempo, funcionarios de Baguirmi conspiraban para formar una resistencia junto con el reino Uadai para expulsar a los militares eruopeos de sus territorios. Después de una lucha final con los franceses que terminó en 1912, Baguirmi se convirtió en una circunscripción bajo la administración directa del África Ecuatorial Francesa hasta 1960 que se declaró la independencia del Chad.
Tras la independencia el presidente Tombalbaye del Chad abolió el sultanato de Baguirmi  junto con algunos de los otros sultanatos. Esta política se invirtió el 15 de junio de 1970, cuando se restableció el sultanato con un nuevo sultán como consecuencia de las recomendaciones de la Misión de Reforma Administrativa francesa , que buscaba métodos para popularizar el gobierno central en Yamena. Los poderes del sultán tradicional se redujeron nuevamente después del derrocamiento del régimen de Tombalbaye en 1975.

## Organización política
Baguirmi era esencialmente una monarquía feudal. El reino estaba organizado administrativamente en torno a jefes locales que gobernaban en nombre del mbang. En la capital se observaba un estricto protocolo, con una jerarquía de ministros titulados encargados de funciones específicas. Por ejemplo, el Mbarma, de origen noble fue el primer jefe de Guerra; el Patia, un esclavo, sirvió como jefe de segundo de Guerra; y el Ngarmane era el jefe de los eunucos y estaba a cargo de las razzias de esclavos en el sur por cuenta del tesoro del mbang.

## Cronología de reyes
La siguiente cronología es una de varias, y existe cierta controversia con respecto a los años precisos de cada reinado. Igualmente las variaciones entre las fechas sugeridas son pequeñas:
| Monarca                 | Reinado     |
| ----------------------- | ----------- |
| Birni Bessé             | (1513-28)   |
| Lubatko                 | (1528-40)   |
| Malo                    | (1540-61)   |
| Abdaah                  | (1561-1602) |
| Omar                    | (1602 - 20) |
| Dalai                   | (1620-31)   |
| Bourkomanda I           | (1631-61)   |
| Abderahman Woli         | (1661-70)   |
| Dalo Birni              | (1670-76)   |
| Abdel Kadri Woli        | (1676-1704) |
| Bar                     | (1704-19)   |
| Wanga                   | (1719-34)   |
| Bourkomanda Tad Lelé    | (1734-39)   |
| Loel                    | (1739-49)   |
| Muhamad el-Amin         | (1749-84)   |
| Abder Rahman Guerang I  | (1784-1806) |
| Ngarba-Bira             | (1806)      |
| Bourkomanda             | (1806-46)   |
| Abd el-Kedir            | (1846-58)   |
| Mohamad Abou Sekin      | (1858-77)   |
| Abder Rahman Guerang II | (1883-1918) |

## Asentamientos
Las ciudades y las comunidades rurales (aldeas y campamentos), fueron los dos principales patrones de asentamiento precoloniales. Muchos barma (complejo multiétnico y mayoritario del reino), vivían en pueblos ubicados cerca de arroyos y pantanos. Las ciudades, que podían tener miles de habitantes, a menudo estaban amuralladas; tenían varios barrios y grandes mercados abiertos, alrededor de los cuales se podían encontrar mezquitas y residencias oficiales. Tras la ocupación francesa el tamaño de las ciudades de los barma se redujo considerablemente.
Los habitantes de origen árabe y los fulani eran semisedentarios. Vivían en aldeas y campamentos. Las aldeas eran pequeñas, a menudo albergaban a menos de 100 personas y solían estar ubicadas en el norte y el este de Bagirmi. Eran lugares de cultivo y pastoreo durante las lluvias (junio a septiembre); cuando la precipitación disminuía, muchas personas emigraban con sus animales en dirección suroeste. Entonces montaban campamentos pequeños, para grupos de 10 a 30 personas, adaptados a la trashumancia. A lo largo de los años se dio un alto grado de asimilación entre los barma y otras etnias locales, en particular, los fula, kanembu, sara y massa.

## Economía

### Sector primario
La economía precolonial se sustentaba en una economía de subsistencia con cultivos de cereales y hortalizas. Trabajaban utilizando técnicas de quema y de recesión por inundaciones (es decir, plantando a medida que retrocede la inundación). Los alimentos básicos eran el sorgo y el mijo; También se cultivan cacahuetes, algodón y okra. La pesca en los ríos y arroyos siempre ocupó un lugar preponderante en la economía de la población de Barguini. Los grupos árabes y los fulani solían dedicarse a la cría de ganado vacuno, ovino y caprino en campo abierto. Este sector de la población cultivaba cereales, generalmente mediante técnicas de tala y quema. Los excedentes agrícolas se destinaban al comercio. Posteriormente los franceses intentaron implantar los cultivos de algodón en grandes extensiones con fines comerciales, pero fracasaron. La tala de madera para la venta también fue explotada.

### Sector secundario

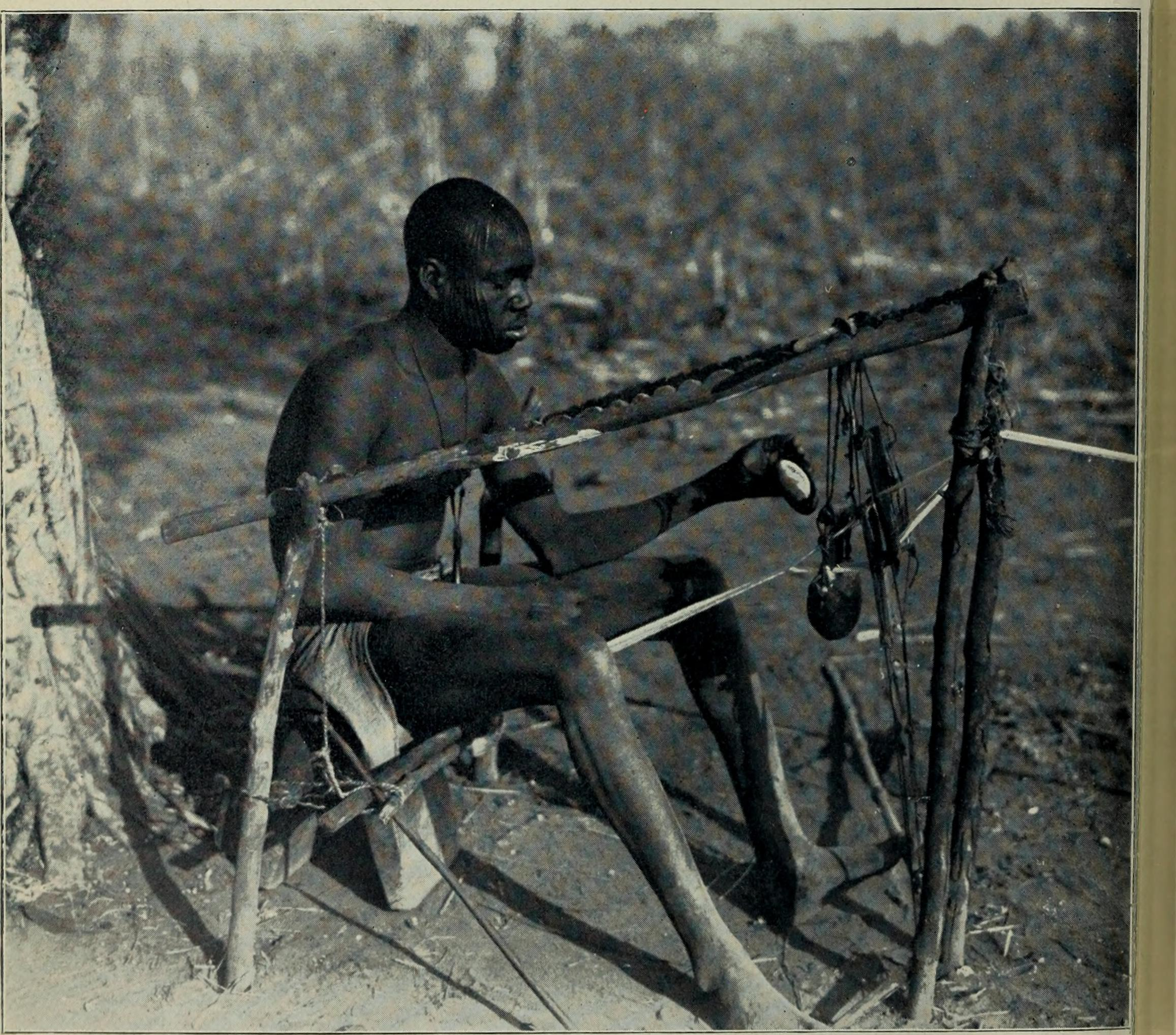
Tejedor de Baguirmi, c. 1910

Bagirmi tenía una reputación de artesanía fina en la época precolonial. Sus textiles y marroquinerías eran muy apreciadas, pero ambas fueron desapareciendo a lo largo del siglo XX.

### Comercio
Había comercio transahariano, interregional y local durante el período precolonial. El comercio transahariano era fundamentalmente el intercambio de esclavos que eran capturados al sur de Bagirmi, entre el complejo sara. Los cautivos eran cambiados por bienes suntuarios y armas producidas en el norte mediterráneo. El comercio interregional implicó el intercambio de productos básicos producidos en diferentes zonas ecológicas de África Occidental. La kola del bosque podría cambiarse en Bagirmi por sal del desierto. El comercio local implicaba el intercambio de bienes artesanales y de subsistencia producidos en las unidades familiares por productos lácteos o cereales.
La esclavitud que se comercializaba en las redes transahariana fue realizada por funcionarios bagirmi y traficantes de esclavos profesionales, que normalmente eran extranjeros. El comercio interregional tendía a estar en manos de comerciantes profesionales, muchos de los cuales provenían de Bidri. El comercio local lo realizaban los propios productores. El sistema comercial del sultanato cambió tras la colonización francesa y a lo largo del siglo XX. Un cambio importante fue la supresión del comercio transahariano y su reemplazo por uno dominado por las casas comerciales europeas.